# II-19
De II-19 is een nationale weg van de tweede klasse in Bulgarije. De weg loopt van Simitli via Gotse Deltsjev naar Griekenland. De II-19 is 106 kilometer lang.